# Siliquamomum
Genre
Classification APG III (2009)
Siliquamomum est un genre de deux espèces de plantes herbacées de la famille des Zingiberaceae qui poussent du Vietnam au Sud Yunnan.
La première description du genre Siliquamomum a été faite en 1895 par Henri Ernest Baillon dans le Bulletin mensuel de la Société linnéenne de Paris décrivant Siliquamomum tonkinense.
Une deuxième espèce fut ajoutée au genre en 2010 après la publication dans le Garden's Bulletin Singapore 61 de "Siliquamomum oreodoxa (Zingiberaceae): a New Species from Southern Vietnam" par N.S.Ly, S. Hul  et J.Leong-Škornickova.

## Liste d'espèces
Selon World Checklist of Selected Plant Families (WCSP) (19 sept 2011) :
- Siliquamomum oreodoxa N.S.Ly & Škornickova, (2010).
- Siliquamomum tonkinense Baill., (1895).

Selon NCBI (19 sept 2011) :
- Siliquamomum tonkinense.